# Abadía del Sacromonte

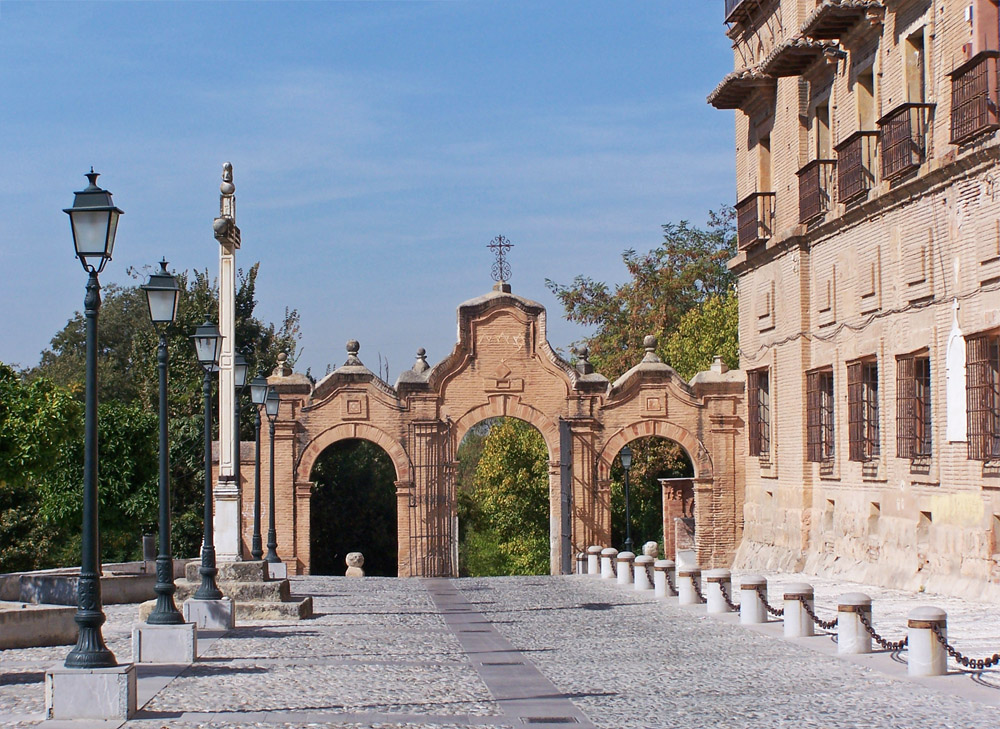
Puerta monumental de la Abadía del Sacromonte vista por su lado este

La Abadía del Sacromonte es una antigua abadía, del siglo XVII, antaño seminario, y colegio con residencia de estudiantes, hoy residencia de canónigos, parroquia y museo eclesiástico, situada en el noreste de la ciudad española de Granada, a la que se accede bien por el camino del Sacromonte, que se inicia en el Peso de la Harina situado en la mitad de la Cuesta del Chapiz, o bien por el camino viejo del Fargue partiendo de Haza Grande.

## Historia
En 1595 se hallaron, en el monte Ilupitano (actualmente el Sacromonte),  las reliquias de San Cecilio, discípulo del Apóstol Santiago, así como unas placas de plomo escritas en árabe, conocidas como los libros plúmbeos, estos se encontraron en unos hornos de época romana. La repercusión que tuvo este hallazgo fue enorme. El extraordinario fermento que siguió culminó con la elevación de numerosas cruces, alrededor de unas 1200 levantadas por los gremios y artesanos, de las cuales hoy quedan sólo cinco. Muchas de estas cruces fueron donadas a los franciscanos que, en 1633, realizaron en el camino que unía la ciudad al Sacromonte, un vía crucis que terminaba en una pequeña capilla dedicada al Santo Sepulcro. El lugar se convirtió en centro de peregrinación.

### Las Santas Cuevas
Entre 1595 y 1597 se acometieron las primeras obras con el desenterramiento de las mismas para posteriormente reforzar y valorar aquellas en donde se tenía constancia de que había sido lugar de martirio. El conjunto de las cuevas aparece delimitado por un muro de ladrillo con almenas curvilíneas y decorado con estrellas, círculos, flores y el escudo del fundador, así como el año de su construcción (1598). Entrando a las Santas Cuevas encontramos un altar a cuyos lados se veneran dos imágenes de cera traídas de Roma en 1843 con las reliquias de los mártires San Víctor y San Leoncio. Una réplica sacada del Cristo de las Cuevas o del Consuelo obra de Miguel Zúñiga. Descendiendo una escalera situada bajo el altar se pasa a las Santas Cuevas donde aparecen varias capillas como: 
- La capilla de la Dolorosa.
- La capilla de Piedra. Aquí se halla una gran piedra a la que la fantasía popular atribuye la virtud de conceder marido dentro del año a la mujer que la besa.
- La capilla de Santiago. Según la tradición aquí celebró el Apóstol Santiago la primera misa en España, pues se dice que aquí se le apareció por primera vez la Virgen . Tiene un retablo de fines del siglo XVII. Centrando el altar hay una Inmaculada obra de Duque Cornejo.
- Otra especie de capillita (u horno donde sufrieron el martirio), está protegida por una reja y dentro de ella un pequeño busto de San Cecilio y la Cruz que según la tradición llevaba San Juan de Dios cuando pedía limosna por Granada.

Junto a las Cuevas se halla el cementerio de los canónigos. 

### La abadía
A comienzos del siglo XVII se construyó una abadía que tuvo gran importancia como complejo cultural y religioso y cuya sucesiva decadencia provocó también la desaparición del Sacromonte del que se conserva, como único testimonio, la cruz erigida por los franciscanos.
Obra encargada por el arzobispo de Granada Pedro Vaca de Castro y Quiñones al hermano jesuita y arquitecto Pedro Sánchez, teniendo como referente El Escorial, y que no llegó a verse terminada, pues tras la muerte del obispo, la financiación se vio recortada. En la biblioteca del edificio se conservan los planos de la obra. El claustro es el elemento más destacado del conjunto. Los cuatro lados tienen galerías con columnas toscanas sobre las que descansan arcos de medio punto moldurados y con ménsulas en la clave; en los espacios que hay entre los arcos aparecen tondos con el escudo de Castro y estrellas de Salomón. En el piso superior se abren vanos rectangulares acodados entre pilastras. Si el cuerpo inferior es de cantería, el superior es de ladrillo, ofreciendo una nota de color al conjunto. En el centro del claustro, cuyo pavimento es de canto rodado, se ubica una gran fuente.
La iglesia está consagrada a la Virgen de la Asunción. La planta del proyecto inicial estaba formada por una sola nave que remataba el crucero. A partir del siglo XVIII se amplió, proyectándose una planta de cruz latina, de tres naves con capilla mayor, crucero y coro. En su interior, la nave central aparece cubierta con bóvedas de cañón y las laterales con bóveda de aristas. La riqueza decorativa es otra de sus peculiaridades. El coro, uno de sus elementos más llamativos, fue realizado por Francisco Díaz del Rivero entre 1615 y 1617. El retablo de la capilla mayor se ha atribuido a Blas Moreno. Entre las manifestaciones escultóricas también destaca la imagen del Cristo del Consuelo o de los Gitanos, realizado por José Risueño en 1695. En la calle central se ubica el manifestador que acoge el sagrario y a ambos lados esculturas de los santos mártires bajo las que se guardan sus cenizas. La cornisa se rompe por un gran medallón con un relieve de la Asunción. Se remata con relieve de la Trinidad y apóstoles. Los retablos laterales del crucero presentan la misma estructura: un único cuerpo y ático. Junto al altar mayor, a la derecha, está la capilla del fundador. De pequeñas dimensiones, alberga su mausoleo, en el que aparece de rodillas y en actitud orante. A la izquierda del altar mayor entramos en la sacristía, de planta rectangular. En ella destacan una mesa de cálices con incrustaciones de mármol y sus cajoneras y lienzos de temas religiosos que alternan con espejos ovalados.
El edificio principal, que se construyó entre 1600 y 1610, año este último en que Pedro de Castro Cabeza de Vaca y Quiñones, fundó uno de los primeros colegios privados de Europa (como una universidad privada en la que se estudiaba derecho, teología y filosofía). Esta universidad pasó a ser solo colegio de secundaria desde principios del siglo XX hasta 1975, año en el que cerró.
Hoy en día la abadía funciona como residencia de sacerdotes y es la parroquia del barrio, que celebra misa los domingos a las 12 de la mañana.

### El museo
El nuevo museo inaugurado en febrero de 2010 ubicado en un lateral del patio, distribuido en cuatro salas monográficas, numerosas obras de arte de los artistas que vivieron en Granada durante los siglos XVI y XVII, tales como incunables y códices, entre ellos uno de San Juan de la Cruz, uno de los ejemplares de Las Crónicas de Núremberg de Hartmann Schedel, un Mapamundi de Ptolomeo, manuscritos árabes con materias de religión, derecho, gramática, historia, matemáticas, un ejemplar de Generalidades sobre la Medicina, de Averroes, así como diversos objetos de culto, tapices y una colección de vestiduras. Destacan los libros plúmbeos y planchas que sirvieron para la estampación de grabados como la Plataforma de Granada de Ambrosio de Vico.
De la abundante colección pictórica y escultórica, destacan, entre otras, las siguientes:
- La Virgen de la Rosa, de Gérard David, uno de los máximos representantes de la pintura flamenca.
- La Coronación de la Virgen por la Santísima Trinidad, La Virgen de las Cuevas, San Bruno de José Risueño.
- Retrato a Don Francisco de Saavedra de Goya
- Papa León XIII, de Gómez Moreno.

Otras obras escultóricas destacan como El Calvario tallado en marfil de escuela de Alonso Cano, una Inmaculada, de Pedro de Mena, La Virgen con el Niño, de Duque Cornejo y El Buen Pastor, de José Risueño, entre otros.

## Hermandades
- Insigne, Pontificia, Real, Colegial, Magistral y Sacramental Cofradía del Santísimo Cristo del Consuelo y María Santísima del Sacramonte (Los Gitanos).